# Championnat du Paraguay de football 1988
Navigation
Saison précédente Saison suivante
La saison 1988 du Championnat du Paraguay de football est la 78e édition de la Primera División, le championnat de première division au Paraguay. Les douze meilleurs clubs du pays disputent la compétition, qui se déroule en plusieurs phases :
- les équipes se rencontrent lors de trois tours, tous disputés au sein d’une poule unique. Les trois premiers de chaque tour se qualifient pour la phase finale. Un classement cumulé des trois tours est utilisé pour qualifier des équipes supplémentaires au besoin.
- la phase finale regroupe les huit qualifiés au sein d'une poule unique. Ils s’affrontent à nouveau une fois pour désigner le champion et l'équipe qui l'accompagne en Copa Libertadores.

C'est le Club Olimpia qui est sacré champion cette saison après avoir terminé en tête du classement final, avec cinq points d’avance sur Club Sol de América. C'est le trente-et-unième titre de champion du Paraguay de l’histoire du club.

## Les clubs participants
| - Club Guaraní - Cerro Porteño - Club Libertad - Club Atlético Colegiales - Club Olimpia - Club Sol de América | - Club Sportivo Luqueño - Club Nacional - General Caballero SC - Club River Plate - Promu de División Intermedia - Club Sportivo San Lorenzo - Promu de División Intermedia - Club Sport Colombia |

## Compétition
Le barème utilisé pour établir l’ensemble des classements est le suivant :
- Victoire : 2 points
- Match nul : 1 point
- Défaite : 0 point
- Bonus à l'issue de chaque phase : 
  - Vainqueur : 2,5 points
  - Deuxième : 1,5 point
  - Troisième : 0,5 point

### Première phase

#### Classement cumulé
| Rang | Équipe                    | Pts | J  | G  | N  | P  | Bp | Bc | Diff |
| ---- | ------------------------- | --- | -- | -- | -- | -- | -- | -- | ---- |
| 1    | Club Olimpia              | 45  | 33 | 17 | 11 | 5  | 57 | 38 | +19  |
| 2    | Cerro Porteño             | 44  | 33 | 17 | 10 | 6  | 45 | 26 | +19  |
| 3    | Club Sol de América       | 39  | 33 | 14 | 11 | 8  | 36 | 26 | +10  |
| 4    | Club Libertad             | 37  | 33 | 13 | 11 | 9  | 48 | 36 | +12  |
| 5    | Club Atlético Colegiales  | 37  | 33 | 11 | 15 | 7  | 50 | 37 | +13  |
| 6    | Club River Plate          | 36  | 33 | 12 | 12 | 9  | 40 | 36 | +4   |
| 7    | Club Sportivo Luqueño     | 36  | 33 | 11 | 14 | 8  | 37 | 36 | +1   |
| 8    | Club Sport Colombia       | 30  | 33 | 11 | 8  | 14 | 42 | 51 | -9   |
| 9    | Club Guaraní              | 29  | 33 | 9  | 11 | 13 | 42 | 35 | +7   |
| 10   | Club Sportivo San Lorenzo | 28  | 33 | 9  | 10 | 14 | 32 | 40 | -8   |
| 11   | General Caballero SC      | 22  | 33 | 7  | 8  | 18 | 33 | 59 | -26  |
| 12   | Club Nacional             | 13  | 33 | 4  | 5  | 24 | 23 | 65 | -42  |

|  | Qualification directe pour la phase finale (vainqueur, 2e ou 3e d'une phase) |
|  | Qualification pour la phase finale grâce au classement cumulé                |
|  | Relégation directe en División Intermedia                                    |
|  | T : Tenant du titre P : Promu de División Intermedia                         |

### Phase finale
| Rang | Équipe                     | Pts | J | G | N | P | Bp | Bc | Diff |
| ---- | -------------------------- | --- | - | - | - | - | -- | -- | ---- |
| 1    | Club Olimpia +5            | 16  | 7 | 4 | 3 | 0 | 9  | 3  | +6   |
| 2    | Club Sol de América +4     | 11  | 7 | 1 | 5 | 1 | 3  | 4  | -1   |
| 3    | Club Libertad +1,5         | 9,5 | 7 | 2 | 4 | 1 | 11 | 10 | +1   |
| 4    | Cerro PorteñoT +2,5        | 9,5 | 7 | 2 | 3 | 2 | 11 | 7  | +4   |
| 5    | Club Sport Colombia        | 7   | 7 | 2 | 3 | 2 | 7  | 8  | -1   |
| 6    | Club River Plate           | 7   | 7 | 1 | 5 | 1 | 10 | 10 | 0    |
| 7    | Club Sportivo Luqueño +0,5 | 5,5 | 7 | 1 | 3 | 3 | 4  | 6  | -2   |
| 8    | Club Atlético Colegiales   | 4   | 7 | 2 | 0 | 5 | 11 | 15 | -4   |

## Bilan de la saison
| Championnat du Paraguay de football 1988 |                          |
| Champion                                 | Club Olimpia (31e titre) |
| Qualifications continentales             |                          |
| Copa Libertadores 1989                   | Club Olimpia             |
| Copa Libertadores 1989                   | Club Sol de América      |
| Promotions et relégations                |                          |
| Promus en Primera División               | Club Tembetary           |
| Relégués en División Intermedia          | Club Nacional            |